# إيمي شتاين (مصورة)
إيمي شتاين (بالإنجليزية: Amy Stein)‏ هي مصورة أمريكية، ولدت في 31 أغسطس 1970 في واشنطن العاصمة في الولايات المتحدة.